# Leucopogon rugulosus
Leucopogon rugulosus är en ljungväxtart som beskrevs av Hislop. Leucopogon rugulosus ingår i släktet Leucopogon och familjen ljungväxter. Inga underarter finns listade i Catalogue of Life.